# Staniše
Staniše – wieś w Słowenii, w gminie Škofja Loka. W 2018 roku liczyła 5 mieszkańców.